# Ата-Мекен
Ата́-Меке́н (укр. «Батьківщина») — соціалістична партія в Киргизстані, заснована 1992 року. Виступила одним з політичних лідерів другої революції в Киргизстані.